# Izeniola bassiae
Izeniola bassiae är en tvåvingeart som beskrevs av Fedotova 1994. Izeniola bassiae ingår i släktet Izeniola och familjen gallmyggor.
Artens utbredningsområde är Turkmenistan. Inga underarter finns listade i Catalogue of Life.